# Pfaffschwende
Pfaffschwende is een gemeente in de Duitse deelstaat Thüringen, en maakt deel uit van de Landkreis Eichsfeld.
Pfaffschwende telt 294 inwoners.